# David Hare
David Hare (Hastings, East Sussex, 5 de junho de 1947) é um dramaturgo, roteirista e diretor de teatro e de cinema inglês. Mais conhecido pelo seu trabalho nos palcos, Hare também conquistou reconhecimento na indústria audiovisual, tendo recebido duas indicações ao Oscar de melhor roteiro adaptado por As Horas, em 2002, baseado no romance homônimo do escritor estadunidense Michael Cunningham, e por O Leitor, em 2008, baseado no romance também homônimo escrito pelo alemão Bernhard Schlink.